# Liste des clochers-murs de l'Aveyron
Cet article recense les édifices religieux de l'Aveyron, en France, munis d'un clocher-mur.

## Liste
| Édifice                          | Commune              | Notes             | Coordonnées                      | Photo |
| -------------------------------- | -------------------- | ----------------- | -------------------------------- | ----- |
| Église Saint-Jacques-le-Majeur   | Brousse-le-Château   | Inscrit MH (1937) | 43° 59′ 50″ nord, 2° 37′ 27″ est |       |
| Église Saint-Pierre              | Comprégnac           |                   | 44° 05′ 00″ nord, 2° 57′ 41″ est |       |
| Église Saint-Hilarian-Sainte-Foy | Espalion             | Classé MH (1862)  | 44° 31′ 04″ nord, 2° 46′ 16″ est |       |
| Église Saint-Blaise              | Estaing              | Inscrit MH (1979) | 44° 32′ 59″ nord, 2° 41′ 57″ est |       |
| Église Saint-Laurent             | Florentin-la-Capelle |                   | 44° 37′ 44″ nord, 2° 37′ 54″ est |       |
| Église Saint-Martin              | Mur-de-Barrez        | Classé MH (1930)  | 44° 53′ 02″ nord, 2° 40′ 19″ est |       |
| Chapelle Saint-Méen              | Peux-et-Couffouleux  |                   | 43° 45′ 21″ nord, 2° 51′ 57″ est |       |